# 舊細川刑部邸
舊細川刑部邸（／）是位於日本熊本縣熊本市熊本城三之丸遺跡的武士住宅，過去為細川氏家臣細川刑部家（又稱為長岡刑部家或子飼細川家）的住宅。

## 歴史
17世紀，細川氏掌管熊本藩。第一任藩主細川忠利之弟刑部少辅细川兴孝在1646年（正保3年）建立分家，领有2万5千石。自第二代当主长冈兴之起称长冈姓。被叫做刑部家是因为当主多担任刑部的官职。1678年（延宝6年），刑部家在現在的熊本市区东北的子飼町建立了茶屋，后来成为下屋敷（别邸）。1871年，由于熊本城中设立了熊本镇台，武士住宅迁至城外，两年后当主长冈兴增以位于子饲的原下屋敷作为本邸。
1985年被熊本县列为“熊本县指定有形文化财”。1993年建築被迁移到熊本城三之丸遗迹，即现址。
2015年8月25日，台风的侵袭造成围墙70余米倒塌。在2016年4月14日的熊本地震中，与熊本城一样遭受了很大的损害，被迫休园，至2018年4月，仍然未能开放。

## 概要
旧细川刑部邸为现存不多的上级武士宅邸。长屋门附属有火枪仓库，本馆玄关屋檐为唐破风风格，表御书院外侧有1间宽的走廊（入側造），其内相连的2层建筑称作“春松阁”，1层称为“银之间”。
其他的建筑有附带书斋的茶室“观川亭”、宝物库和厨房等。

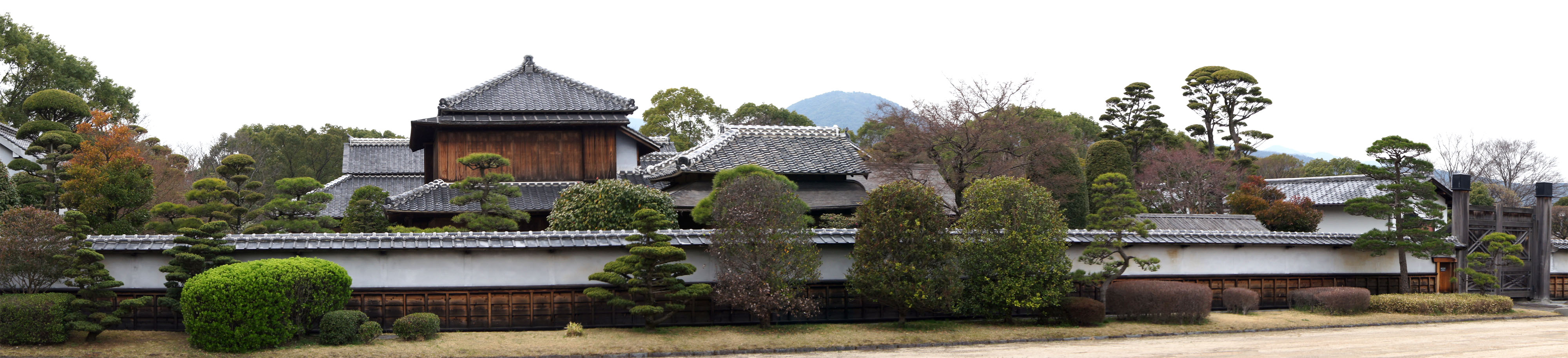
自东侧墙外拍摄的全景

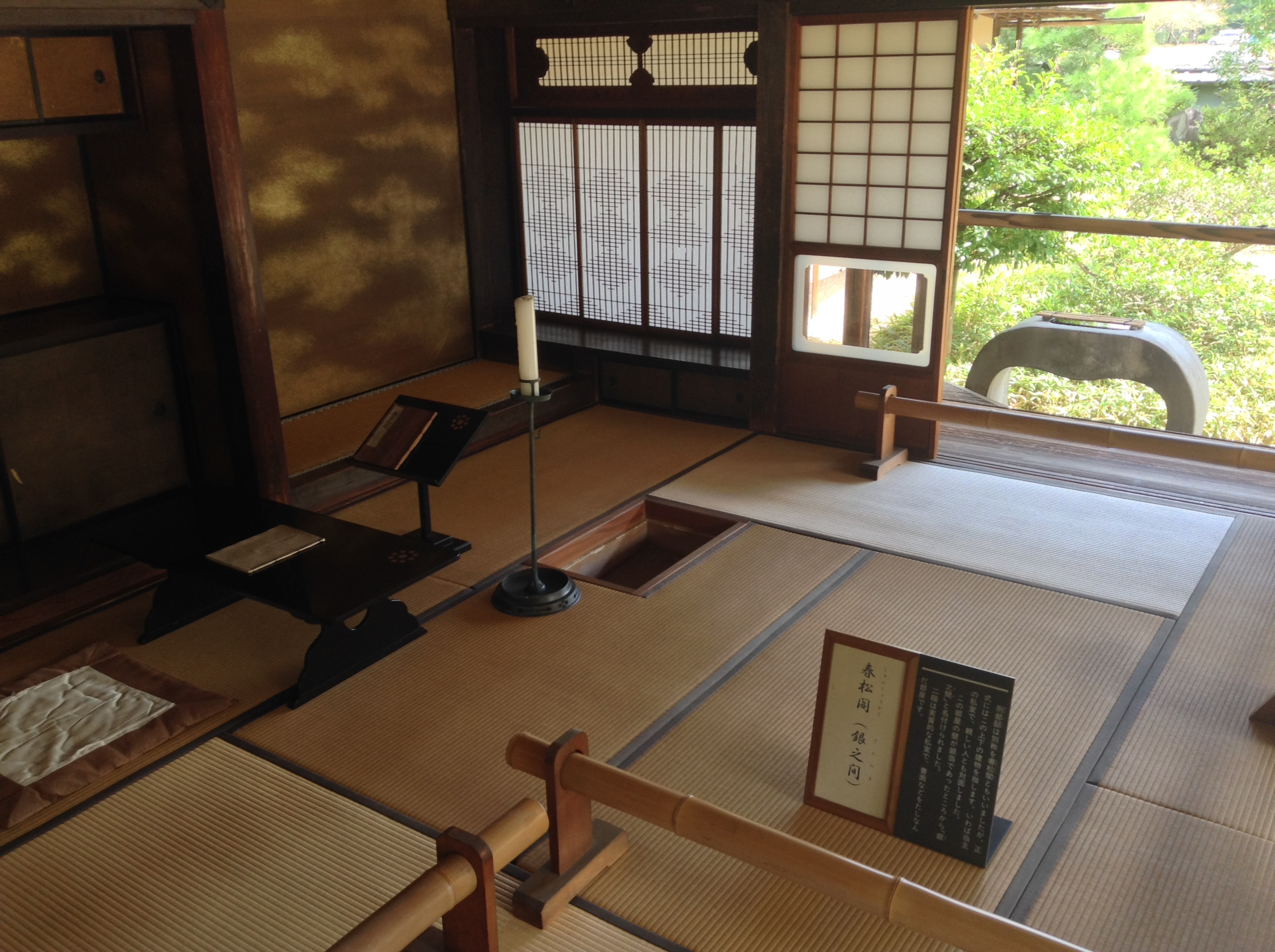
银之间
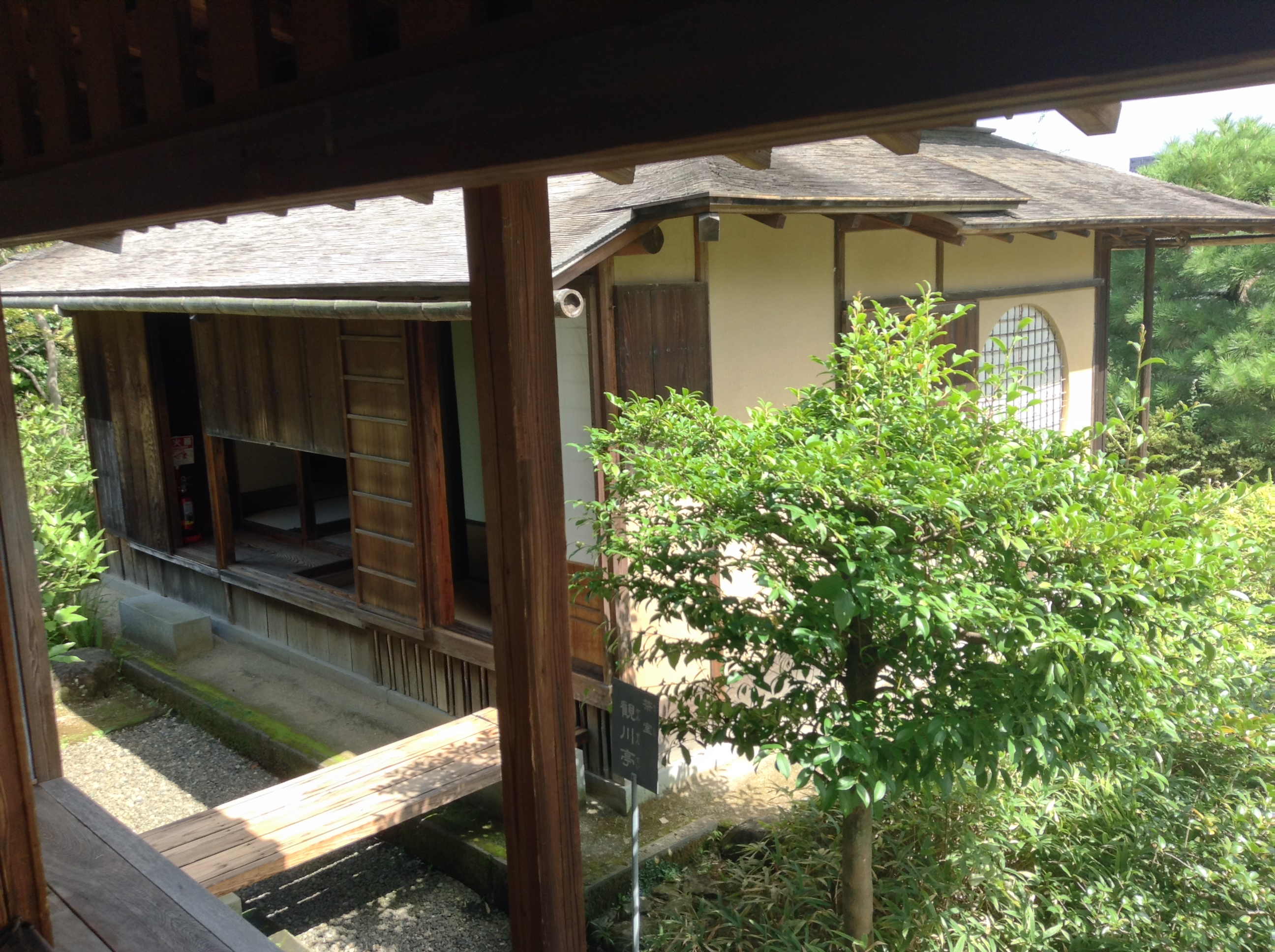
观川亭
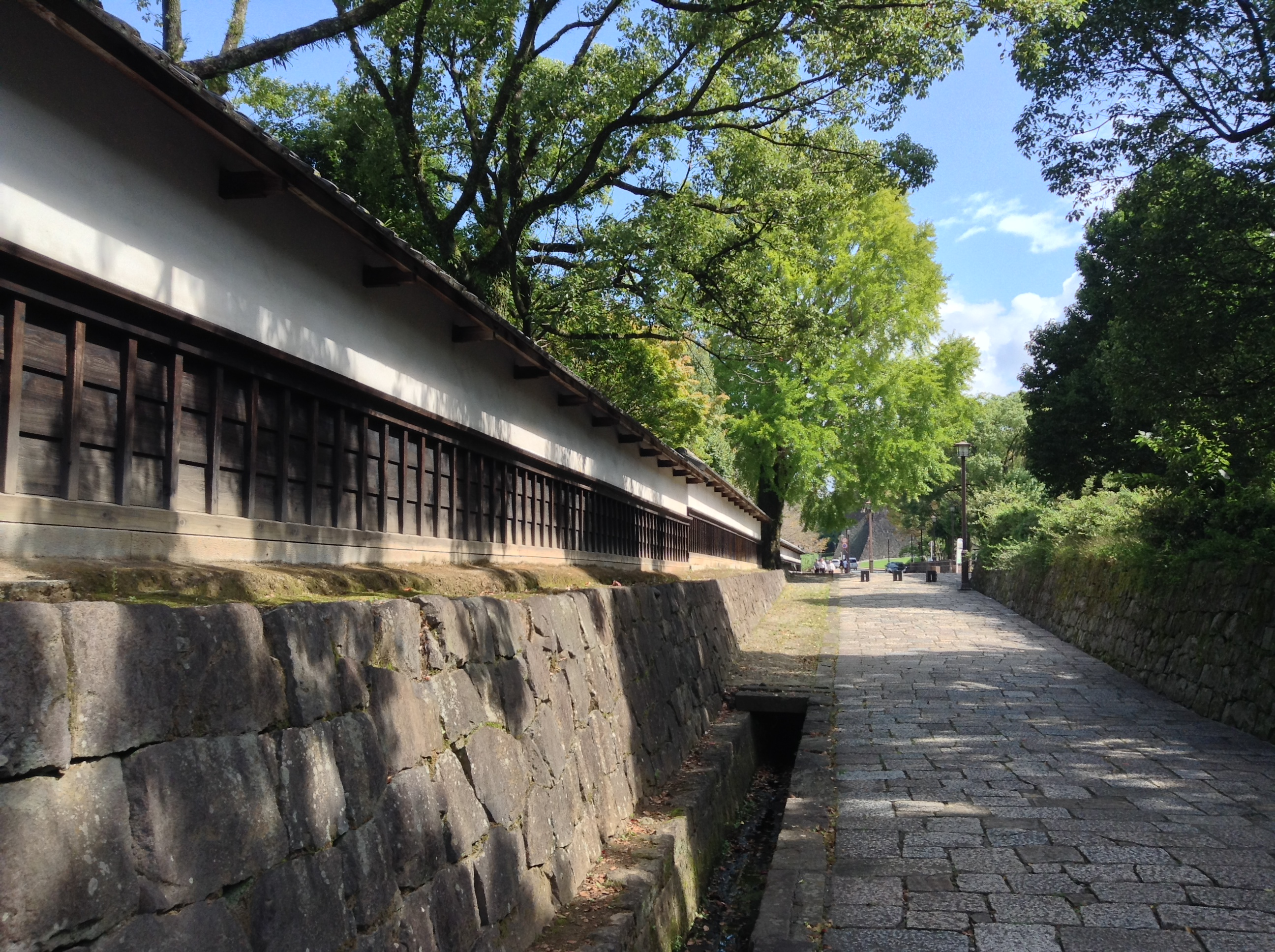
围墙
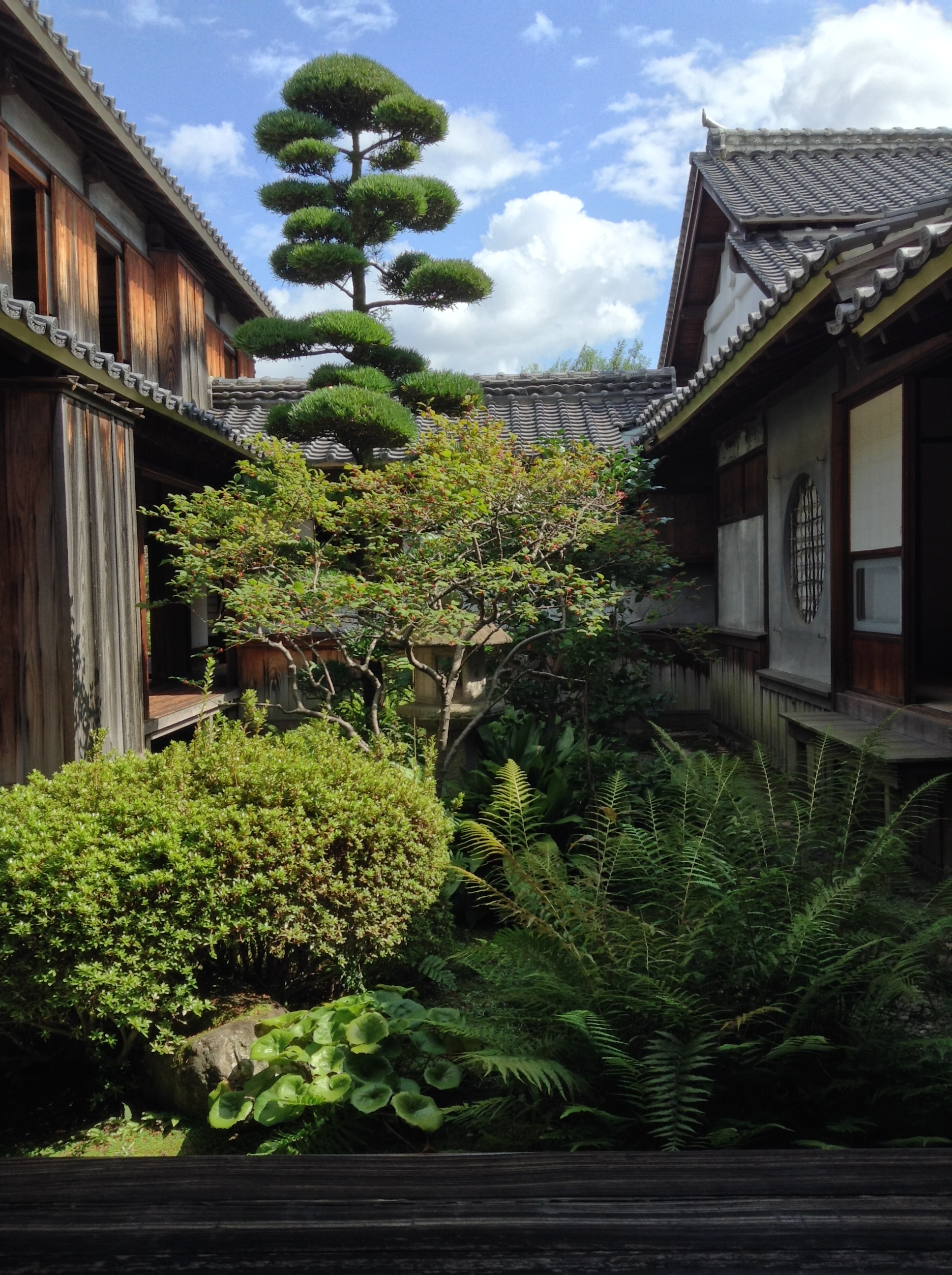
中庭

## 游览信息
- 地址：熊本县熊本市中央区古京町3番1号
- 开馆时间[註 1]
  - 4月1日-10月31日：8:30-18:00
  - 11月1日-3月31日：8:30-17:00
- 休馆日：12月29日-12月31日
- 门票
  - 高中生及以上：300日元（30人以上团体240日元）
  - 中小学生：100日元（30人以上团体80日元）
  - 可使用熊本城共通券，但无团体优惠（高中生及以上共640日元，中小学生240日元）

## 参看条目
- 细川氏
- 熊本藩
- 熊本城